# Burmesische Badmintonmeisterschaft 1959
Die Burmesische Badmintonmeisterschaft 1959 fand in Rangun statt. Es war die elfte Auflage der nationalen Titelkämpfe von Myanmar (Burma) im Badminton.

## Titelträger
| Disziplin    | Sieger                     |
| ------------ | -------------------------- |
| Herreneinzel | Khin Maung Aye             |
| Dameneinzel  | Ma Chin Chu                |
| Herrendoppel | Phillip Gaudoin Aung Myint |
| Damendoppel  | Ma Chin Chu Ma Chin Swan   |
| Mixed        | nicht ausgetragen          |